# Myrmeciza castanea
Myrmeciza castanea là một loài chim trong họ Thamnophilidae.